# Annie Bergèse
Pour les articles homonymes, voir Bergèse.
Annie Bergèse est une pastrice et poétesse française d'expression provençale.

## Biographie
Née le 6 juillet 1959 à Aix-en-Provence, d'origine vaudoise, Annie Bergèse est titulaire de deux DEA, en théologie et en linguistique.
Elle devient ensuite pastrice à Lambesc de 1999 à 2009, puis à Plan-de-Cuques, et préside la commission de liturgie de l'Union nationale des Églises protestantes réformées évangéliques de France.
Membre de La Bono Font à Lambesc, elle s'y initie à la littérature provençale. Elle obtient par la suite un diplôme universitaire de provençal à Aix-en-Provence, puis une licence d'études occitanes à Montpellier, langue qu'elle enseigne ensuite dans des écoles maternelles et primaires, puis dans le cadre de la municipalité d'Aix.

### Vie personnelle
Elle est l'épouse du pasteur et théologien Daniel Bergèse.

## Production littéraire et intellectuelle
En 2008, elle contribue à la traduction du Nouveau Testament en provençal, s'occupant pour sa part de l'Épître aux Colossiens.
Elle collabore par la suite à L'Astrado, où elle analyse notamment l'écriture de Charles Galtier
Plusieurs de ses poèmes sont mis en musique par Alice Marignan en 2024.
En 2025, elle est lauréate du prix de poésie, ainsi que du grand prix des jeux floraux du Félibrige, pour son recueil inédit L'Auroro reviharai.

## Ouvrages
- Draiolo aubenco, Saint-Martin-de-Valgalgues (avec une trad. en cévenol par Yves Gourgaud), Aigo vivo, 2009 (SUDOC 135286921).
- Au ritme de la vido, Aigo vivo, 2011.
- Dins lou tèms semoundu, Aigo vivo, 2013 (SUDOC 172441218).
- Delai, 2015.